# Lignin
Lignin af latin lignum = "træstof", "ved". Lignin virker – populært sagt – som "betonen" i en cellevæg, hvor cellulose og hemicellulose svarer til "armeringsjern". Ligninerne danner en gruppe af fenoliske makromolekyler, der er sammensat af forskellige monomere byggestene. Det drejer sig om faste biopolymerer, som bliver indlejret i planternes cellevæg, hvor de fremkalder forvedningen af cellen (lignificering). Ca. 20-30 % af tørstoffet i forveddede planter består af lignin, og dermed er stoffet ved siden af cellulose og kitin de mest almindeligt forekommende, organiske forbindelser på jorden. Den totale produktion af lignin antages at være på ca. 20 milliarder tons pr. år.
Da ligninerne er væsentlige for plantevævenes styrke, er udviklingen af de landlevende planter og især træerne meget nøje forbundet med dannelsen af lignin. Kun med lignin kan planterne danne styrkeelementer, som giver større plantedele stabilitet udenfor vandet – i vandet sørger opdriften for den nødvendige stabilitet.

## Funktion
Lignin har som afstivningsmateriale og hærdet polymer en række vigtige opgaver for planten. Ligniner er afgørende for plantevævenes fasthed, og i den forbindelse er de især af central betydning for trykstyrken, mens de indlejrede cellulosefibre giver trækstyrken. Det drejer sig altså om en sammenbygning af elastiske, bøjelige fibre (cellulose) med et tæt og stift polymer som fyldstof (lignin). De tekniske materialer stålarmeret beton og glasfiberarmeret plast er opbygget på tilsvarende måde.
Planter uden lignin kan ganske vis klare betydelige trækkræfter på grund af celluloseindholdet, men overfor tryk er de sårbare. Uden lignin kan der ikke dannes styrkeelementer, som giver større planter stabilitet, når saftspændingen mangler, og der kan heller ikke opbygges de tilsvarende, bærende strukturer overfor tyngdekraftens påvirkning. Ligeledes kan dannelsen af forgreninger og grensystemer, der skaffer store, virksomme flader til fotosyntese, kun foregå ved stabilisering af grenene.
Desuden tjener lignin som forbindende stof for naboceller via midtlamellerne. Det giver beskyttelse mod indtrængende vand i cellevæggene og vedligeholder på den måde karsystemerne ved- og sikar og cellernes indre. Yderligere er der en beskyttende virkning overfor UV-lys mekaniske skader og angreb fra skadedyr. Endelig kan lignin kun vanskeligt nedbrydes af bakterier eller svampe, og derfor hæmmer stoffet væksten af skadegørende mikroorganismer  ligesom det medvirker ved dannelsen af sårstof på steder med mekaniske skader.
Suberin er et andet stof, men med en tilsvarende opbygning, som først og fremmest findes i cellevæggene hos kork.
Udviklingen af de landlevende planter og først og fremmest af træerne er snævert forbundet med ligninsyntesen. Ligninet kan tilsvarende først findes fra og med, at disse planter opstod, mens der kun findes byggeelemeter eller ligninagtige polymerer hos de mere oprindelige planter som f.eks. grønalger. For tiden er formodningen, at lignin udgør en nyudvikling hos karplanterne, og at stoffet dermed er et gruppekarakteristisk kendetegn (Autapomorfi) for dem. Sandsynligvis blev det først skabt som et beskyttelsesstof overfor svampeinfektioner i form af sårlignin, men derefter overtog det en opbyggende funktion som stabiliserende. I 2009 kunne man ganske vist påvise lignin blandt rødalgerne, nemlig hos arten Calliarthron cheilosporioides lignin.
Den opdagelse fremkalder spørgsmålet, om udviklingen af lignin enten er konvergent hos både de højere planter og hos rødalgerne, eller om den er dukket tidligt op under udviklingen af eukarioterne og derefter blot er forsvundet fra andre organismer.

## Egenskaber
Lignin er et meget fast til nærmest sprødt, lysebrunt til mørkebrunt stof. Det er optisk set isotrop, og mens UV-lys bliver næsten fuldstændigt absorberet, sker det kun delvist med synligt lys.
Lignin er dog ikke nogen ensartet substans, men en gruppe af fenoliske makromolekyler, der bliver sammensat af forskellige monomere byggeelementer. Derved opbygges gennem kombinationer af flere, hinanden lignende grundmolekyler en tæt, amorf masse med netværksagtig struktur. Ligninet har i modsætning til polysakkariderne en væsentligt mindre polaritet, og det gør stoffet vandskyende, sådan at det ikke er opløseligt i vand og mange andre opløsningsmidler. Af samme grund er det meget mere tungt nedbrydeligt gennem biologiske processer end andre, naturligt forekommende stoffer.

### Struktur og sammensætning
Ligniner er tredimensionelle og amorfe (polymere) netværk af aromatiske grundelementer, der er sammenknyttet på flere leder. Ud over aromatiske elementer indeholder de også mange andre organiske forbindelser i enkelt- eller dobbeltbindinger, og blandt dem finder man mange fenolgrupper.
Det er højmolekylære (relativ molekylmasse ca. 5.000–10.000) derivater af fenylpropanoider, der indeholder en Propankæde, en OH-enhed (hydroxyl), en eller to OCH3-gruppe (methoxyl) og diverse restkæder (alkoxyl- eller aroxyl-grupper, som er substituenter for Benzolringen. Men da makromolekylerne vokser i alle retninger, hvor særligt midtlamellerne muliggør en kraftig udstrækning, og da de også, sekundært, er sammenkædet med hinanden, er den totale ligninmasse hos et udvokset træ sandsynligvis at sammenligne med ét sammenlagt lignin-polymermolekyle, hvis masse så løber op i flere tons.
Afhængig af træarten er lignin sammensat af strukturer, der kan tilbageføres til de grundlægende byggestene: p-kumarylalkohol, koniferylalkohol og sinapylalkohol, der alle er monolignoler (se biosyntese). Da lignin opstår i en radikalproces, hvor radikaldannelsen, men ikke den videre reaktion, er styret af enzymer, er den færdige sammenbygning og andelen af de enkelte byggestene stærkt variabel; en styret sammenbinding efter det helt samme skema eksisteret ikke. Ud over variationen mellem de enkelte ligningmolekyler er der også forskellige træ- og plantearter. Det ligger i den procentuelle andel af alkoholer eller de deraf afledte fenylrester: Nåletræ-lignin indeholder mest koniferyl-enheder (ca. 90 %), som rummer en guajakylrest (3-metoxy-4-hydroxy-fenylrest) og derfor kaldes G-lignin. Løvtrælignin indeholder vekslende andele af guajakyl- og sinapylbyggestene, der indeholder en syringylrest (3,5-metoxy-4-hydroxy-fenylrest). Syringylandelen kan ligge mellem 5 und 65 %, men de resulterende ligniner kaldes under ét for GS-lignin. Lignin i de delvist forveddede græsser og andre enkimbladede er kendetegnet ved en høj andel af kumaryl-elementer (15 til 35 %), som danner para-hydroxy-fenylpropan, og som danner de såkaldte HGS-ligniner sammen med en syringylandel af samme størrelse og en guajakylandel mellem 50 og 70 %. Sennepssyrer og sennepsaldehyder (udgangsstoffer for de grundlæggende alkoholer).
Under laboratorieforhold har man forskellige reaktioner, der påviser lignin, og som er baseret på stoffets opbygning. Når man vil påvise lignin, bruger man den rødfarvning, som udløses ved en opløsning af floroglucin i saltsyre. Denne reaktion bygger på de sennepsaldehyder, der er indlejret i ligninmatrixen. Man kan se nåletræers og løvtræers ligningsammensætning ved den forskellige farvning og på den måde skelne mellem de to vedtyper. Nåletræer farves på denne måde kirsebærrødt, mens løvtræer bliver blåviolette.
Desuden er det muligt at få en gulfarvning med en anilin/svovlsyreblanding og en violetfarvning ved hjælp af den Schiffske prøve. I en kvalitativ analyse bruges først og fremmest gaskromatografi. ved bestemmelse af ligninandelen i træstoffet bruges Klason-fremgangsmåden, hvor polysakariderne nedbrydes i en totrinssyrehydrolyse, hvorefter man vejer den tilbageblevne ligninrest. I forbindelse med GS-ligniner er det nødvendigt med en UV-spektroskopi af syreopløsningen, da den indeholder andele af ligninet.

### Ligninandele
|                 | Hexoser (Cellulose) | Pentoser (Hemicelluloser) | Ligniner  |
| --------------- | ------------------- | ------------------------- | --------- |
| Nåletræ         | 57–60               | 07–11                     | 27–32     |
| Birkeved        | 45–47               | 21–27                     | 19–20     |
| Bøgeved         | 50–54               | 19–24                     | 22–23     |
| Hvedehalm       | 35–39               | 22–24                     | 18–25     |
| Majsspindler    | 37–44               | 32–35                     | 15–19     |
| Sukkerrørsfibre | 42–50               | 29–42                     | [00]16–21 |

Tabellen ved siden af viser andele af lignin, cellulose og hemicellulose i forskellige biomasseråstoffer. Det drejer sig først og fremmest om økonomisk relevante vedtyper og celluloseholdige restprodukter.

### Lignin som celleforstærkning
Planters cellevægge består af cellulosefibrtråde, som er indlejret i et væv af pektiner, hemicelluloser, proteiner og lignin. Op til 100 enkelte cellulosemolekyler lægger sig parallelt sammen og danner de såkaldte (micellarstrenge), der bliver stabiliseret ved brintbroer. Ca. 20 af disse micellarstrenge danner tilsammen en mikrofibril med en diameter på 20-30 nm. Mikrofibrillerne kan så igen lægge sig sammen til makrofibriller med en diameter på ca. 400 nm og med nogle indre mellemrum på ca. 10 nm. Disse interfibrillære rum tjener bl.a. til vandtransport gennem cellevæggen, men desuden er der også indlejret større molekyler (som hemicelluloser, pektiner og lignin), som befæster cellestrukturen.
I de fleste slags plantevæv udgør lignindelen kun ca. 1 %, men i plantedele, der er udsat for trykbelastning, kan forveddede dele indeholde over 30 % lignin. Ud over lignin kan forskellige, mineralske stoffer være indlejret i veddet, f.eks. silikat hos græsser, halvgræsser og padderokker eller calciumcarbonat i forskellige slags kalkalger.
Under forvedningen bliver den oprindelige cellestruktur erstattet af lignin med indlejret cellulose. Her er cellulosefibrene så dybt indvævet i ligninpolymeret, at de ikke længere kan forskydes i forhold til hinanden og heller ikke længere har evne til at kvælde ved optagelse af vand. En speciel form for forvedning foregår i det såkaldte reaktionsved, hvor træstof under stærk belastning forstærkes løbende. Denne reaktion foregår dog ikke på samme måde, for mens vandret voksende nåletræsgrene opbygger forstærkningen ved at danne ligninholdigt trykved på undersiden, skabes løvtrægrenes forstærkning ved dannelse af celluloserigt trækved uden ligninindhold på oversiden.

### Xylemforvedning
Nødvendigheden af at tryksikre veddet opstår ikke kun i de bærende konstruktionsdele, men også i de dele af planten, som må klare et højt, indre tryk. Behovet opstår først og fremmest i de vandførende strenge, hvor vandet bliver transporteret op mod tyngdekraften og øver et tryk mod de omgivende væv. Også her dannes der forvedninger, som skaber cellevægge med et højt ligninindhold. Det er en vigtig egenskab, at disse vægge er vandafvisende (hygrofobiske), da det hindrer sivning af vand fra karrene og ud i det omgivende cellevæv, og på den måde muliggøres vandtransport over store afstande.
Det vedforstærkende sklerenkym og de vandførende kar i veddet (som inddeles i henholdsvis trakæer og trakæider på grundlag af deres størrelse) er blandt de vigtigste, bærende elementer hos landplanterne.

## Biosyntese

### Biosyntese af lignins byggeelementer
Lignin er et derivat af forskellige fenylpropanoider, der på derees side igen afledes af L-fenylalanin. Ved afspaltning af ammoniak baseret på fenylalanin-ammoniak-lyase (PAL) dannes der en sennepssyre ud fra fenylalanin. Den omsættes af andre enzymer til p-kumaryl-coenzym A, som er udgangspunkt for yderligere modifikationer, eksempelvis hydroxyleringer på den aromatiske ring og senere metyleringer. Som sidste skridt bliver mellemprodukter, der er bundet til coenzym A, reduceret af et zinkholdigt cinnamalkohol-dehydrogenase (CAD) til monolignol, og her bruges NADPH altid som reduktionsmiddel. De alkoholer, der fører frem til biosyntese af Lignin, er henholdsvis p-kumarylalkohol (H-enhed), koniferylalkohol (G-enhed) og sinapylalkohol (S-enhed).
Den præcise sammensætning af ligninerne afhænger først og fremmest af mængdeforholdene mellem de enkelte monolignoler og af reaktionsforholdene. Hos de dækfrøedeplanter er ligninet især opbygget af sinapyl- og koniferylalkohol, hos de dækfrøede planter dominerer koniferylalkohol, græsserne bruger alle de tre monolignoler. I den forbindelse har CAD en nøglefunktion, idet stoffet sandsynligvis via substratsammensætningen har ansvaret for de forskellige andele af alkoholer hos de forskellige: CAD fra dækfrøede planter og græsser reducerer alle tre sennepsaldehyder, mens CAD fra udelukkende nøgenfrøede planter kun har et dårligt substrat af sinapylaldehyd som tilsvarende bliver mindre kraftigt omsat.

### Ligninsyntese
Med baggrund i sammensætningen af de enkelte byggestene og de talrige muligheder for polymerisering kan ligniner have de mest forskelligartede opbygninger, og de danner derfor en hel klasse af forbindelser. De dannes først i områderne mellem fibrillerne ud fra de alkoholer, der tjener som basis. Men hvordan monolignolerne bliver flyttet ud af cellen, det er endnu ikke helt afklaret. Sandsynligvis bliver de transporteret ud i form af glukosider – glucokumarylalkohol, koniferin og syringin. Det sker ved, at alkoholerne bliver bundet til glukose på deres OH-Gruppe ved en β-glykosidisk binding, og i den form er de lettere opløselige i vand. På den måde kan molekylerne flyttes gennem cellens plasmalemma og apoplast og sive videre ud i cellulosemellemrummene. Til sidst bliversukkermolekylerne fraspaltet i cellevæggen af β-glykosidaser. Man har allerede identificeret disse β-glykosidaser i mange planter. Det er stadigvæk genstand for forskning, om monolignolerne diffunderer passivt gennem cellevæggen, eller om de når ud ved hjælp af et transportsystem.
De eksporterede monolignoler bliver så spontant sammenbundet til en amorf, tredimensional struktur via en enzymstyret iltnings-polymeriserings-reaktion. Her begynder lignificeringen ved hjørner og langs midtlameller i vedcellerne. Polymeriseringsprocessen katalyseres af ekstracellulære peroxidaser ud fra brintoverilte eller laccaser ud fra ilt, hvorved der dannes fenoxyradikaler, men det er uklart, hvor brintoverilten stammer fra. Det enkelte elektron er delokaliseret og stabiliseret over hele molekylet., og det muliggør forskellige tilknytningspunkter ved opbygningen af det netagtige lignin. Lignin indeholder kirale centre, der betinger opbygning af spejlvendte udgaver af stoffet, men med de nukendte metoder kan man ikke påvise nogen optisk forskel mellem varianterne.
Det er stadig genstand for forskning, om man kan styre dannelsen af lignins netstruktur. Muligvis kan ekstracellulære glykoproteiner, dirigent-proteiner, medvirke til en vis specifitet under netdannelsen.
Lagringen af lignin foregår i tre faser. I første fase lejrer makromolekylet sig i cellehjørnerne og langs midtlammerne, efter at pektinindlejringen i primærvæggen er afsluttet. Derpå følger en fremadskridende forvedning af S2-laget i den sekundære cellevæg. Hovedlignificeringen sker efter dannelse af cellulose-mikrofibriller i S3-laget. Under de tre faser og dermed også i de forskellige cellelag varierer sammensætningen af ligninerne.

### Genteknisk ændring af lignin-biosyntese
Det er et af de mest krævende led i produktionen af pulp og i videre omfang især ved fremstilling af biobrændsler (celluloseetanol) at få fjernet lignin. Derfor findes der forskellige fremgangsmåder til at få reduceret ligninmængden allerede i træstoffet. Det sker først og fremmest ved at gribe ind i dannelsen af de nødvendige, monomere gener, bl.a. ved ”afkobling” af Cinnamalkohol-dehydrogenase (CAD) og kaffeesyre-O-metyltransferase (COMT) over antisense-RNA.
De tilsvarende teknikker for poppel- og pilearter er endnu under afprøvning til energiplantager med kort omdriftstid, og selv om de er endnu ikke er sat i gang, har man kunnet vise, at de vil bringe en mere effektiv fjernelse af lignin i forbindelse med fremstilling af cellulose. Ganske vist opdagede man også, at virkningen af ligninnedsættelsen ikke er regelmæssig, og at miljøforholdene sandsynligvis har en større indflydelse på ligningdannelsen end genændringer.

## Nedbrydning af lignin
Lignin kan nedbrydes både biologisk og ved forskellige, kemisk-tekniske fremgangsmåder. Den biologiske nedbrydning af lignin er en nedbrydningsproces, som foretages af bakterier og svampe. Den tekniske åbning af lignin er derimod en del af flere processer, der har det sigte at adskille træstoffets lignin og cellulose for at kunne bruge dem hver for sig til forskellige formål. Det spiller en stor rolle først og fremmest ved fremstilling af pulp, ved omdannelse af træ til sukker og på længere sigt ved udnyttelse af lignocellulose i bioraffinaderi. De gængse, termokemiske metoder til teknisk nedbrydning af lignin er meget energikrævende, de belaster miljøet og har giftige affaldsstoffer.
Når bearbejdet og ubehandlet træ bliver udsat for ultraviolet stråling over længere tid, beskadiges det fra overfladen, og i den forbindelse bliver først og fremmest lignin denatureret. Hvis stoffet dernæst udsættes for vejrlig, bliver det udvasket, og så virker overfladen snavset og grå. Hvis træet ikke bliver udsat for påvirkning af regnvand, får overfladen en sølvgrå farve på grund af UV-virkningen.

### Biologisk nedbrydning af lignin
Lignin er et holdbart naturstof på grund af den komplekse struktur, og det omdannes kun ganske langsomt af nedbryderne. Størstedelen af jordbundens humus opstår på grundlag af restprodukter efter nedbrydningen af lignin. Nedbrydning af træstof foregår i to delvist parallelt forløbende processer: Nedbrydningen af cellulose kommer til syne ved dannelse af brunråd, nemlig når træstoffet farves brunt på grund af det tiloversblevne lignin, mens nedbrydningen af lignin ses ved dannelse af hvidråd, som opstår, når det er gråhvid cellulose, der er restproduktet.
Man skelner mellem udnyttelse af allerede opløste ligningfragmenter og den egentlige nedbrydning af dette stof, når man undersøger den biologiske nedbrydning af lignin. Brudstykkerne kan udnyttes af mange bakterier, særligt aktinobakterier og streptokokker. Hvidråd-fremkaldende svampe som f.eks. tøndersvamp (Fomes fomentarius), almindelig ildporesvamp (Phellinus igniarius), broget læderporesvamp (Trametes versicolor) og barksvampen Phanerochaete chrysosporium ødelægger derimod systematisk træstoffets lignindel ved hjælp af enzymer for at kunne udnytte deres egentlige fødekilde, cellulose og hemicellulose. Derved misfarves træstoffet hvidt, (deraf navnet "hvidråd”), og det bliver rigt på fibre. De fleste af disse evampe nedbryder på samme tid både lignin og kulhydraterne (simultanråd), og nedbrydningstempoet er tilsvarende højt. Andre svampe nedbryder i første omgang ligninet hurtigere, så der opstår en forøgelse af celluloseandelen (successivt hvidråd). Dette forløb findes f.eks. hos barksvampen (Xylobolus frustulatus) eller hos rodfordærver (Heterobasidion annosum), som fremkalder rødråd hos gran.
Nedbrydningen af lignin finder altud sted under anaerobe vilkår, som er meget energiintensive. Den kan derfor ikke tjene som den eneste kulstof- og energikilde. Hos hvidrådsvampene drejer det sig altid om en ko-metabolisme i forbindelse med andre kulstofkilder. Under nedbrydningen danner svampene trådformede hyfer, som trænger ind gennem ligninet. I selve nedbrydningen af ligninet bruges forskellige enzymer, som afgives fra svampen til omgivelserne og derfra diffunderer ind i ligninet. Nedbrydningen af ligning er de facto en depolymerisering, og det kræver peroxidaser og lakkaser, som forholder sig synergetisk i deres virkning. Desuden kræves der ilt, koenzymer, metaller og kompleksdannere.
Svampene frigør først glyoxal, som bliver oxideret til oxalsyre og brintoverilte (H2O2) ved hjælp af ilt. H2O2 bliver dernæst reduceret til vand ved hjælp af manganperoxidase (MnP), mens mangan (II) (Mn2+) bliver oxideret til Mn3+. Mn3+ bliver chelatiseret og trænger som et lille, aktivt Oxidationsmiddel let ind i ligninet. Derinde kan Mn3+ fravriste ligninets fenol-bestanddele enkelte elektroner, så der dannes en radikalion. Den spaltes videre i flere brudstykker, ofte til benzaldehydderivater.
Det kationiske radikal kan også dannes ved hjælp af en ligninperoxidase (LiP). Disse enzymer indeholder en hæmenhed, der direkte kan oxidere ligninets hovedbestanddel, som er de substituerede, aromatiske ringe. I det forløb bruger peroxidasen brintoverilte som oxidationsmiddel. Det er dog ikke alle hvidrådsvampe, der har arveanlæg for at danne Lip..
For nylig har man også fundet såkaldte ”hybridenzymer” i almindelig østershat, grågul sodporesvamp og andre svampe, der også kaldes „versatile peroxidases“ (VP). De råder både over en manganperoxidase og over en ligninperoxidase-aktivitet.
Laccaser oxiderer i sidste ende hovedsageligt lavmolekylære brudstykker af lignin, men de kan generelt også foretage enzynmatiske angreb på stoffets fenolkomponenter. Da disse komponenter dog kun udgør 10 % af ligninet, bliver makromolekylet primært nedbrudt af de ovennævnte peroxidaser.
Der deltager desuden endnu flere enzymer i nedbrydningen af lignin, f.eks. oxidoreduktaser og dehydrogenaser.

### Teknisk nedbrydning af lignin

#### Papirfremstilling: Sulfat- og sulfitprocesserne
Først og fremmest spiller den tekniske nedbrydning af lignin spiller en vigtig rolle ved fremstilling af papir- og pulp. I forbindelse med produktion af papir og pulp må ligninet løsnes fra lignocellulosen og fjernes fra processen. Der findes forskellige fremgangsmåder ved åbningen af cellulosen og den påfølgende blegning af pulpen.
I ca. 80 % af alle pulpanlæg foregår åbningen ved hjælp af den såkaldte sulfatmetode, også kendt som ”kraftprocessen”. Her gennemføres ligninnedbrydningen ved hjælp afhydrogensulfidioner (HS−) i et basisk miljø med en pH på 13 og ved brug af natriumsulfid (Na2S) und natriumhydroxid (NaOH) (natronlud. Processen varer ca. to timer ved en temperatur på ca. 170 °C, men ionerne angriber ganske vist også cellulosen og hemicellulosen, og derfor er det kun muligt at gennemføre en delvis åbning. Tørstoffet efter denne fremgangsmåde indeholder ved brug af nåletræer ca. 45 % og ved løvtræer ca. 38 % af det såkaldte kraft-lignin.
Der findes en alternativ fremgangsmåde til åbning af cellulose i form af sulfitprocessen, hvor nedbrydningen af lignin sker ved hjælp af en sulfonering. Ved omsætning af lignin med svovlholdige syrer dannes der et ikke præcist defineret produkt: ligninsulfonater, som er salte af ligninsulfonsyre. Calciumsalte af denne syre opstår, når man åbner veddet med calciumhydrogensulfit-opløsninger. Her indeholder produktets tørstof ved brug af nåletræer ca. 55 % og ved løvtræer ca. 42 % i form af ligninsulfonat.
Lignin er desuden ansvarlig for farvestik i papir, som derfor også kan bleges med ligninnedbrydende enzymer som f.eks. laccase. Blegningen sker dog teknisk set mest via en klorblegnin, nuomstunder oftest „klorfrit“ ved hjælp af klordioxid, eller sjældnere: med brintoverilte eller Ozon. I begge tilfælde bliver ligninrester og eksisterende farvestoffer nedbrudt ved iltning. Dette er især relevant ved fremstilling af såkaldt ”træholdigt” papir, og mindre ved ”træfrit” papir. Die Begreberne træholdig og træfri er ganske vist meget brugt i handel og dagligsprog, men teknisk er de meningsløse, da papir under alle omstændigheder indeholder bestanddele af træ fra råstoffet træmasse. Når man taler om træfrit papir indeholder det alene cellulose og hemicellulose, mens træholdigt papir indeholder lignin. Derfor ville begreberne ligninholdig og ligninfri være de korrekte.

#### Omdannelse af træstof til sukker
Der bruges en række forskellige processer ved omdannelse af træ til brugbare sukkerarter (træforskuring), hvor ligninet bliver fjernet fra træstoffet, sådan at cellulosen gøres anvendelig. Det drejer sig om en række kemiske, hydrotermiske og enzymatiske processer.
Historisk betydningsfuld er først og fremmest tekniske anvendelser af syrer, mest saltsyre (HCl) eller fortyndet svovlsyre (H2SO4), som man koger det opkradsede træ i. Under processen bindes vandmolekyler til cellulosen og danner oligosaccharider, mest di- eller trisaccharid, blandt andet med en vis andel glucose. Det skyldes, at ud over cellulose findes der i træmassen hemicellulose og biprodukter fra lignin eller forureninger, som gør, at produktet næsten kun er brugbart i forgæring til alkohol eller som næringsgrundlag ved dyrkning af gær. Når opløsningen skal bruges i den kemiske industri må den renses og afsaltes.

#### Ligninopløsning til bioraffinering
Med baggrund i diskussionen om udvikling af bioraffinaderi skal forsukring via specielle enzymer, cellulaserne, foregå ad bioteknologisk vej. Som resultat håber man på at skabe de renest mulige fraktioner af cellulose, hemicellulose og lignin for derved at kunne skaffe alle de tre bestanddele af træstoffet en bredere anvendelse.
For at få de enkelte fraktioner så rene og ubeskadigede ud af træstoffet som muligt er det nødvendigt med en speciel forbehandling. Den kan gennemføres på forskellig måde og kan eksempelvis bygge på behandling med opløsningsmidler som ethanol (organosolv-metoden) eller ioniske væsker, brug af enzymer eller dampbehandling (aquasolv-metoden).

## Anvendelse
Lignin bruges – når man ser bort fra anvendelsen af tømmer – først og fremmest som et biprodukt fra papir- og pulpindustrien. På verdensplan bliver der for tiden årligt produceret ca. 50 millioner tons lignin på denne måde. I dette biprodukt findes de opståede mængder af lignin og ligninsulfonsyrer i opløst form i forskellige udludninger, hvorfra de kan udtrækkes. Den vigtigste anvendelse for de to ligninråvarer ligger nu i energimæssig udnyttelse, men der findes andre anvendelser for de lignosulfonater, der opstår ved sulfitmetoden.
I bund og grund kan de forskellige, tekniske ligninråstoffer adskilles efter deres egenskaber, som kan have betydning for udnyttelsen af dem. Den væsentligste forskel ligger i molekylstørrelserne: Rent lignin har en molvægt på 2000-3000 g/mol, mens lignosulfonates molvægt når op på 20.000-50.000 g/mol. Organosolv-gignin ligger omkring 1000-2000 g/mol. Lignosulfonater har desuden en svovlandel på 4-8 % og kun få fenoliske hydroxygrupper (–OH) overfor 1-1,5 % svovlandel og mange fenoliske hydroxygrupper hos rent lignin og mange fenoliske hydroxidioner (OH-) uden svovlandel ved organosolv-lignin.
Man undersøger intensivt de egenskaber f.eks. som humusarstatning, der kan findes ved den lignin, som er fremkommet ved oxidativ ammonolyse af modificeret lignin. De kvælstofholdige ligniner ligner i deres struktur huminstoffer, og de egner sig som depotgødning. N-ligniner er også egnede til genopdyrkning af slaggelandskaber fra minedrift.
Den direkte anvendelse af de teknisk fremstillede ligniner som råstoffer er meget begrænset, da der findes en række ulemper, som hindrer dette. På grund af stoffets meget komplekse struktur og den dermed forbundne uhomogenitet er lignin kun brugbart i begrænset omfang, de man i reglen har behov for nøje definerede egenskaber ved råstoffet. Dertil kommer den høje grad af forureninger i restluden og også den høje svovlandel i de forskellige lignintyper, som gør indviklede rensningsprocesser nødvendige. Den meget møjsommelige udvinding af lignin fra restluden medfører, at urenset, teknisk lignin mestendels kun bliver brugt til billige anvendelser som f.eks. energiformål eller som uspecificerede limstoffer og dispergeringsmidler. Anvendelser, som ligger udenfor dette, ligger enten i direkte brug af lignosulfater eller af lignin, som er kemisk modificeret gennem pyrolyse, hydrolyse eller hydrogenolyse til fremstiling af forskellige kemikalier. Disse fremgangsmåder er også omstændelige og bliver kun sjældent taget i brug.

### Lignin brugt som energikilde
Ved papirfremstilling og frem for alt ved sulfatmetoden optræder reststoffet lignin i store mængder i form af sortlud, der mest bliver brugt som brændstof direkte i pulpfabrikkerne. Det har en brændværdi på 23,4 MJ/kg og tjener foruden som dækning med 80-100 % af fabrikkernes eget energibehov også som en fortjeneste ved salg af varme og elektricitet.
Træets naturlige indhold af lignin tjener som bindemiddel ved anvendelsen af træpiller som energikilde. Det fint malede træstof bliver opvarmet under presning, ligninet bliver flydende, og derefter binder det træpartiklerne sammen efter afkøling. Friske træpiller dufter derfor stadigvæk af lignin.

### Anvendelse af ligninsulfonater
Der bruges store mængder af ligninsulfater i en bred vifte af anvendelser, hvor man mest udnytter stoffets egenskaber som elektrolyt, dets adsorptionsvirkning, dets ringe viskositet og den mørke farve. Det er fysiologisk og miljømæssigt forholdsvis uproblematisk, sådan at det også kan bruges til følsomme formål. Den største del af produktionen på ca. 1.000.000 tons pr. år finder anvendelse som dispergeringsmidler i beton og cement (ca. 100.000 tons pr. år), som tilsætningsmiddel i boreolier (ca. 100.000 tons pr. år) sowie som bindemiddel i pilleret dyrefoder, i gødningsstofer og andre agrokemiske stoffer, spånplader, briketter og i trykfarve og støbesand. Desuden bruges ligninsulfonater som tilsætning i papir, som dispergerings- og emulgeringsmidler lak og farver samt som tilblanding i gips og garvestoffer.
Nylige udviklinger i lignosulfatkemien udnytter de polyelektrolytiske egenskaber hos lignin, og de sigter mod en indsats inden for lægevidenskaben, de rene stoffers kemi og mængden jordbundens tilgængelige porevand.

### Lignin i polymere biokunststoffer
I sin naturlige form er lignin et yderst komplekst makromolekyle, et polymer, og en udnyttelse af denne struktur som biokunststof er derfor nærliggende. Men da den mest anvendelige lignin stammer fra sulfatmetoden ved papirfremstilling, må den først renses, og derfor findes der til dato kun få tilløb til at fremstille polymere stoffer ud fra lignin.
I 1998 fremstillede firmaet Tecnaro et naturligt biokunststof, som fik navnet ”arboform”, der ofte betegnes som ”flydende træ”. Det bygger på lignin, der bliver blandet med naturlige hør- eller hampefibre, og som kan bearbejdes gennem allerede eksisterende fremstillingsmetoder for kunststoffer, som f.eks. sprøjtestøbning, ekstrusion og presning så som dybpresning og formblæsning.
Både lignin som sådan, men også de forskellige ligninderivater kan bruges som bestanddele i hærdeplast eller som fyldstof i kunststoffer. De virker her som fenolharpikskomponenter. Ved en reaktion med epiklorhydrin kan man fremstille epoxyplast, som derefter bliver kondenseret med alkalilignin til polyalkoholer. Med isocyanater kan man omsætte dem videre til polyuretaneer. Ved ligninets reaktion med formaldehyd opstår fenoplaststoffer, og ved tværbinding med copolymerer som urinstof, melamin og furaner opstår der via formaldehyd forskellige harpikser (urinstof-formaldehyd-harpikser, melaminharpikser og furan harpikser). Særligt de ligninbaserede fenoplaster er en potentiel erstatningsmulighed for sundhedsfarlige fenoler og formaldehyd som bindemidler i spånplader og andre træbaserede materialer. På grund af deres højmolekylære struktur er de mindre flygtige og opløselige, og desuden bliver de henregnet til fysiologisk ufarlige stoffer.

### Lignin i kemisk industri og bioraffinaderi
Selv om lignin ikke for tiden spiller nogen større rolle ved fremstilling af kemikalier, forudser man et stort, fremtidigt potentiale for dette råstof. Særligt i de seneste år har forskningen koncentreret sig om udnyttelsesmulighederne for lignin i pulpindustrien og det (endnu teorestiske) bioraffinaderi. Forskningens målsætning er at fremstille produkter af lignin, som giver størst mulig værdi.
Allerede i dag bliver lignin anvendt ved fremstilling af vanillin, et stof, der bruges som ”naturidentisk” smagsstof i stedet for Vanilje. Det opstår ved en iltning af ligninsulfonsyre, hvor stoffet så bliver udvundet fra lignin ved en basisk hydrolyse. Via en alkalisk smeltning kan man fremstille forskellige fenoler, carboxylsyrer, tjærestoffer og dimethylsulfid (DMS). Fremstillingen af DMS kan også udføres ved en basisk demethylering, hvorefter produktet iltes, så man får dimethylsulfoxid (DMSO), som er et vigtigt opløsningsmiddel. Ved hydrogenolyse kan man ligeledes skaffe sig fenoler, tjærestoffer, benzen og forskellige olier.
En vigtig mulighed for den fremtidige udnyttelse af lignin ligger i pyrolyse, en fremgangsmåde, hvor man fremstiller organiske forbindelser ved termisk spaltning under høje temperaturer. F.eks. kan man udvinde fenoler, metan, kulilte og aktivt kul ved pyrolyse med temperaturer på 400-500 °C. Ved temperaturer på 700-1.000 °C kan lignin spaltes til syntesegas, ethen og benzen, og ved lysbue-Pyrolyse dannes der acetylen.

### Energioplagring
Ligninets kemiske egenskaber i kombination med dets miljøvenlighed, dets lette tilgængelighed og dets lave pris gør lignin til et meget lovende råstof for metalfrie redox-flow-celler til energioplagring, særligt for den stationære oplagring af strøm fra vedvarende energi.